# 拉約數
拉約數（英語：Rayo's number），是一個由阿古斯丁·拉約（Agustín Rayo）所創造並命名的大數。這個數在當時比其他任何數都來得大（後來出現一個叫做BIG FOOT的大數比它更大），就算是葛立恆數，跟拉約數比起來也是微不足道的。這個數是在麻省理工學院在2007年1月26日舉辦的一場「大數戰鬥」中被定義的。

## 定義
拉約數最初被定義為：
符合「大於任何使用集合論語言，並用不超過古戈爾個符號所能表示的數」的最小數
後來它被重新定義為「符合『大於任何使用一階邏輯語言，並用不超過古戈爾個符號所能表示的數』的最小數」。
這個數的正式定義使用了二階邏輯，在下式中，{\displaystyle [\phi ]}為哥德爾編號，而{\displaystyle s}則代表一個可被賦值的變數：
```
∀R {
{for any (coded) formula [ψ] and any variable assignment t
(R([ψ], t) ↔
(([ψ] = `x_i ∈ x_j' ∧ t(x_1) ∈ t(x_j)) ∨
([ψ] = `x_i = x_j' ∧ t(x_1) = t(x_j)) ∨
([ψ] = `(∼θ)' ∧ ∼R([θ], t)) ∨
([ψ] = `(θ∧ξ)' ∧ R([θ], t) ∧ R([ξ], t)) ∨
([ψ] = `∃x_i (θ)' and, for some an xi-variant t' of t, R([θ], t'))
)} →
R([φ], s)}
```